# Aminu Bashir Wali
Aminu Bashir Wali (* 3. August 1941 in Kano) ist ein nigerianischer Diplomat und Politiker. Von 2014 bis 2015 war er Außenminister Nigerias.

## Leben
Aminu Bashir Wali machte 1967 einen Abschluss im Fach Betriebswirtschaftslehre am (später in der London Metropolitan University aufgegangenen) North Western Polytechnic in London.
Ab 2004 war er Ständiger Vertreter Nigerias bei den Vereinten Nationen, danach Botschafter Nigerias in der Volksrepublik China.
2014 wurde er Außenminister in der Regierung von Goodluck Jonathan. Auslandsreisen führten ihn unter anderem im Januar 2015 auf Einladung des Außenministers Mevlüt Çavuşoğlu in die Türkei. Im Oktober 2014 empfing Wali die Außenminister von Deutschland und Frankreich, Frank-Walter Steinmeier und Laurent Fabius, um unter anderem über Maßnahmen gegen die in einigen westlich von Nigeria gelegene Staaten ausgebrochene Ebolafieber-Epidemie zu sprechen, nachdem auch in Nigeria Ebola-Fälle aufgetreten waren.
Nach der Präsidentschaftswahl Ende März 2015, bei der der Oppositionskandidat Muhammadu Buhari zum neuen Präsidenten gewählt wurde, wurde im November 2015 Geoffrey Onyeama zum Außenminister ernannt.